# Muhamad Guri
Muhamad Guri; Muizzuddin Muhamad bin Sam (perzijsko: معز الدین محمد بن سام), splošno znan kot Muhamad Šahabadin Guri (r. 1149 – u. 15. marec 1206), je bil eden od pomembnih vladarjev dinastije Guridov. Skupaj z bratom Gijas al-Din Muhamad je državo Guridov izvlekel iz sence države Gaznavidov in jo spremenil v veliko cesarstvo. Posebej je znan po svojih osvajalskih pohodih v Indiji, ki so igrali ključno vlogo na začetku turško-islamske vladavine v severni Indiji in pri postavljanju temeljev Delhijskega sultanata.

## Zgodnje življenje in vzpon
Muhamad Guri se je rodil leta 1149 v Firuzkuhu, prestolnici dinastije Guridov. Njegov oče je bil Baha al-Din Sam I. Guridi so bili majhna kneževina, ki je bila vazal Gaznavidov. Mohamed in njegov brat Gıjas sta bila priča boju svojega strica Alaeddina Huseina z Gaznavidi. Z vzponom na prestol njegovega brata Gijas al-Din Muhamad leta 1163 je tudi Muhamed Guri začel pridobivati pomembno mesto v državni upravi. Muhamad Guri, ki je še posebej izstopal po svojih vojaških sposobnostih, je postal bratova desna roka in vrhovni poveljnik. Njegova prva pomembna naloga je bila osvojitev Gaznija leta 1173 in njegovo guvernerstvo tam. Po zavzetju Gaznija se je osredotočil na odprave na vzhod, proti Indiji.

## Osvajanja in vladavine v Indiji
Muhamad Guri je naredil prve večje korake proti Indiji, ko je leta 1175 osvojil Multan in nato Sind. V teh osvajanjih so se pokazale njegove vojaške strategije in odločnost. Bitka pri Anhilvari (1178) oziroma poraz pri Anhilvari proti dinastiji Čaulukja v Gudžaratu je bil za Gurija pomembna lekcija. Po tem porazu je spremenil svojo strategijo in dosegal bolj sistematičen napredek.  V  prvi bitki pri Tarainu se je Guri leta 1191 soočil s Prithviradžem Čauhanom, radžputskim vladarjem Delhija in Adžmerja. V tej bitki je Guri utrpel velik poraz in se ranjen umaknil. Za drugo bitka pri Tarainu leto kasneje, leta 1192, se je Muhamad Guri vrnil z veliko večjo in dobro organizirano vojsko. Pri Tarainu je zadal odločilen poraz Prithviradžu Čauhanu. Ta zmaga je pomenila prelomnico v politični in kulturni zgodovini severne Indije. Delhi in Adžmer sta prišla pod Gurijski nadzor. Ta zmaga je postavila temelje za vladavino Guridov v severni Indiji.  Po zmagi pri Tarainu je Guri leta 1194 nadaljeval z osvajanji v Indiji in osvojil Kanaudž in Benares. V bitki pri Čandavarju je premagal kralja Gahadavala Džajačandro iz Kanaudža in zavzel pomembna hindujska središča. Ta osvajanja so utrdila turško-islamsko prevlado v Gangeški nižini.

## Vzpon Kutb-ud-din Ajbaka in Iltutmiša
Muhamad Guri je upravljanje osvojenih območij prepustil svojim poveljnikom. Še posebej Kutbudin Ajbaku je bil eden njegovih najbolj zaupanja vrednih generalov in je po Gurijevi smrti ustanovil Delhijski sultanat .

## Upravljanje in dediščina
Muhamad Guri ni bil le velik osvajalec, ampak tudi spreten administrator. Poskušal je vzpostaviti centralno upravo na osvojenih območjih in imel pomembno vlogo pri širjenju islama v Indiji. Med njegovo vladavino so bile zgrajene mošeje in medrese, kar je utrlo pot širjenju islamskih znanosti v Indijo. Guri si je prizadeval združiti svoje vojaške uspehe s politično in kulturno integracijo.

## Smrt
Muhamad Guri je bil 15. marca 1206 na poti nazaj umorjen na bregovih reke Ind. Čeprav je po njegovi smrti v Guridskem cesarstvu prišlo do nekaj notranjih nemirov, so njegova osvajanja v Indiji v regiji uvedla novo obdobje. Njegovi suženjski poveljniki so nadaljevali njegovo zapuščino, ustanovili Delhijski sultanat in utrdili turško-islamsko oblast v severni Indiji.